# Aquamarina
Aquamarina är ett släkte av svampar. Aquamarina ingår i klassen Dothideomycetes, divisionen sporsäcksvampar och riket svampar.